# Дзангрилло, Паоло
Паоло Дзангрилло (итал. Paolo Zangrillo; род. 3 декабря 1961, Генуя) — итальянский политик, министр без портфеля по делам государственной службы (с 2022).

## Биография
В 1987 году получил высшее юридическое образование в Миланском университете.
В 1992 году начал профессиональную карьеру в компании Magneti Marelli, в 2005 году перешёл оттуда в Fiat Powertrain Technologies на должность вице-президента по кадровым вопросам, в 2010—2011 годах занимал аналогичную должность в Iveco, а с 2011 по 2017 год — в Acea. В 2018 году избран в Палату депутатов по спискам партии «Вперёд, Италия».
25 сентября 2022 года по итогам парламентских выборов избран в Сенат от 4-го одномандатного округа Пьемонта в Алессандрии, получив 181 431 голос (50,8 %).
22 октября 2022 года было сформировано правительство Мелони, в котором Дзангрилло назначен министром без портфеля по делам государственной службы.

## Личная жизнь
Паоло Дзангрилло — младший брат Альберто Дзангрилло, личного врача Сильвио Берлускони.